# Gipsmarke

Gipsmarke über einem vorhandenen Riss

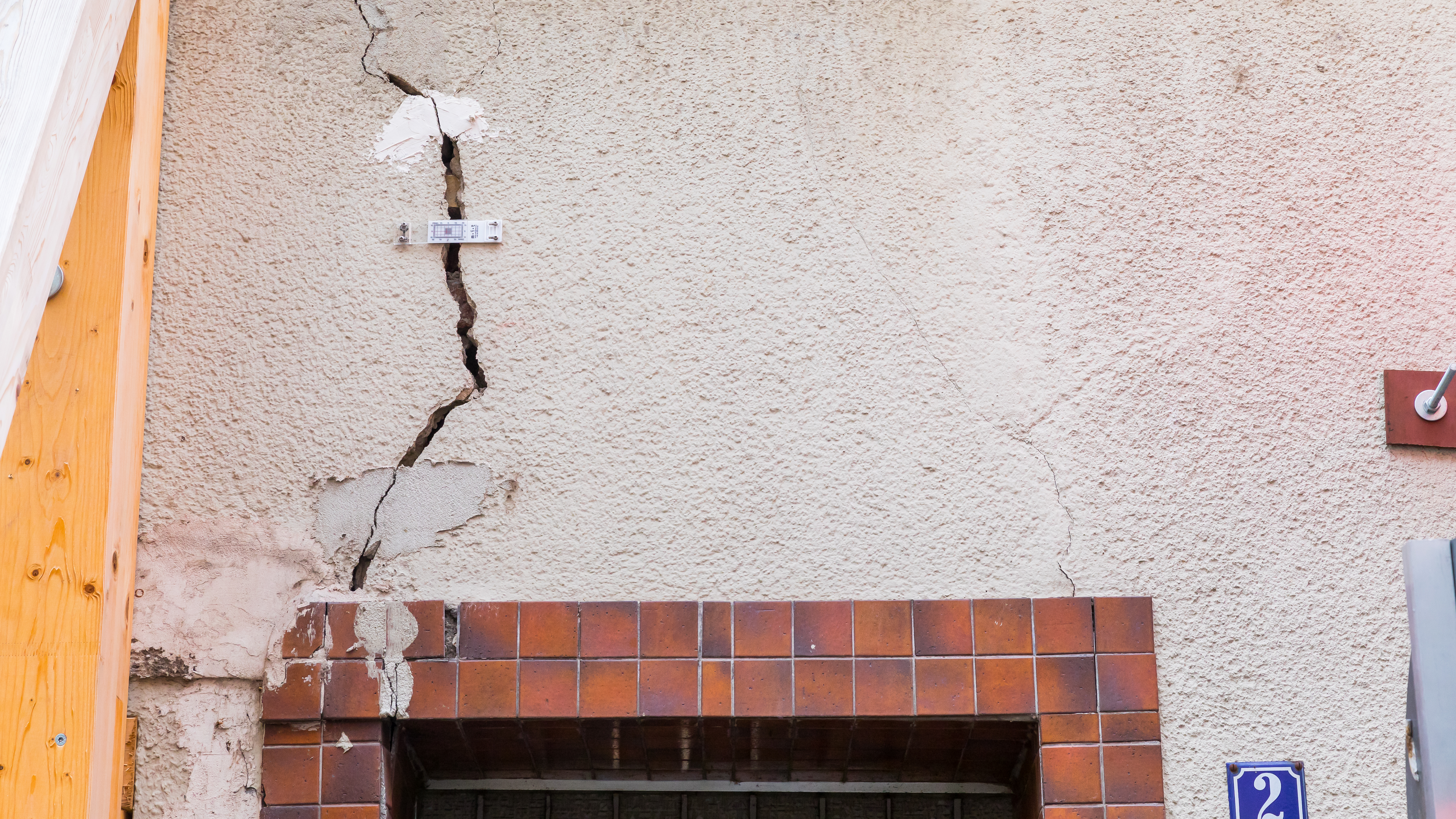
Gebrochene Gipsmarken an einem Haus, 7,5 Monate nach einem strukturellen Bauschaden.

Eine Gipsmarke, gelegentlich auch Gipsstreifen oder Gipsplombe genannt, dient zur Rissüberwachung in Bauwerken. Hierzu wird aus Gips ein Streifen mit 1 bis 10 mm Dicke und 10 bis 100 mm Breite quer über einen bereits vorhandenen Riss oder einer Fuge auf der Bauteiloberfläche angebracht.
Erfährt das Bauteil nach dem Zeitpunkt des Setzens der Gipsmarke eine Rissöffnung oder eine Rissverschiebung, so lässt sich dies anhand der gerissenen Gipsmarke durch Augenschein leicht nachweisen.
Da es sich bei der Gipsmarke um eine sehr einfache und kostengünstige Möglichkeit der Rissüberwachung handelt, findet sie häufige Anwendung beim Bauen im Bestand, in der Altbausanierung und beim Sanieren von Baudenkmälern. Auch bei der Überwachung von Felsbrocken, die aufgrund ihrer Größe und Position potenzielle Gefahren darstellen, werden Gipsmarken eingesetzt.
Beim Setzen der Gipsmarken ist darauf zu achten, dass ein geeigneter Untergrund vorhanden ist. Die Gipsmarken sollten nummeriert werden und mit dem Datum der Erstellung gekennzeichnet werden. Zudem sollte die Lage der gesetzten Gipsmarken durch eine Skizze oder eine fotografische Darstellung dokumentiert werden.
Als Alternative zu Gipsmarken können Rissmonitore dienen.